# Ochomogo (Nicaragua)
El río Ochomogo es un río de Nicaragua, que discurre en el territorio de los actuales departamentos de Carazo, Granada y Rivas. Desemboca en el lago Cocibolca. Es parte de la cuenca N.º 69.
Nace en el cerro los Parrales de este municipio de Santa Teresa en el departamento de Carazo y tiene 17 microcuencas o pequeños afluentes que conjugan el cauce principal.
Este río proporciona agua para la ganadería y cultivos agrícolas como el arroz, ala caña de azúcar y hortalizas a menor escala.
Su nombre posiblemente deriva de Oxomoco, que en la mitología náhuatl era el primer hombre, el que inventó el calendario con su compañera Cipactónal.

## Historia
En 1523, cuando el istmo de Rivas fue visitado por el explorador y capitán de conquista español Gil González Dávila, en las vecindades de este río habitaba una comunidad de cultura náhuatl, llamada Ochomogo, que junto con Gotega, Mombacho, Morati y Nandapia integraban la región llamada Nochari, donde los españoles lograron bautizar cerca de 12.607 personas.
En las vecindades habitaba también el poderoso cacique Diriangén, que por la fuerza obligó a los españoles a retirarse.